# Touneh Drong Minh Thắm
Touneh Drong Minh Thắm (sinh năm 1986) là một nữ chính trị gia người Cơ-ho ở Việt Nam. Bà từng là đại biểu Quốc hội Việt Nam khóa XIII, thuộc đoàn đại biểu Lâm Đồng.

## Xuất thân
Bà sinh ngày 26/10/1986, người dân tộc Cơ-ho, theo đạo Tin lành. Bà có quê quán ở xã Lạc Xuân, huyện Đơn Dương, tỉnh Lâm Đồng.

## Giáo dục
Bà có bằng Cử nhân Lịch sử.

## Sự nghiệp
Bà từng là Đại biểu Hội đồng nhân dân tỉnh Lâm Đồng.
Từ 2011-2016, bà là ĐBQH VN khóa XIII Lâm Đồng, và Phó Chủ tịch Mặt trận Tổ quốc Việt Nam xã Tà Hine, huyện Đức Trọng, tỉnh Lâm Đồng. 